# Bożejewiczki Polna
Bożejewiczki Polna – nieczynny wąskotorowy przystanek kolejowy w Bożejewiczkach, w województwie kujawsko-pomorskim.